# Линдблад, Адольф Фредрик
Адольф Фредрик Линдблад (швед. Adolf Fredrik Lindblad; 1801—1878) — шведский композитор.

## Биография
Адольф Фредрик Линдблад род. 1 февраля 1801 года в родовом поместье Лёфвингсборг близ Стокгольма.
Учился искусству музыки у Карла Фридриха Цельтера в Берлине. С 1835 года жил в Стокгольме; написал множество шведских песен, имеющих вполне национальную окраску и оригинальных по мелодии и гармонизации. Песни эти пользовались большим успехом и неоднократно исполнялись его ученицей Йенни Линд. За свои шведские песни, полные оригинальности, он был прозван Шубертом Севера.
Инструментальные композиции Линдблада, симфония (исполнялась в лейпцигском Гевандгаузе 1839), скрипичная соната и прочие, не приобрели большой известности, хотя и были высоко оценены критикой.
Адольф Фредрик Линдблад умер 23 августа 1878 года в родовом поместье.
Его дочь Лоттен Линдблад была женой шведского писателя Урбана фон Фейлитцен, стала пианисткой.